# Нуортева, Юсси
Ю́сси Пе́кка Ну́ортева (фин. Jussi Pekka Nuorteva; род. 22 июля 1954, Хельсинки) — государственный архивариус Финляндии и генеральный директор Национального архива (2003—2022); теолог и историк.

## Биография
В 1997 году защитил степень доктора теологии в Хельсинкском университете. Его докторская диссертация по истории церкви Suomalaisten ulkomainen opinkäynti ennen Turun akatemian perustamista 1640 («Получение образования финнами за границей до основания Академии в Турку в 1640 году») была награждена, как особо достойная диссертация в университете Хельсинки. В 1997 году Союз друзей истории присудил также награду за лучшее историческое произведение. Нуортева также является лиценциатом философии.
Начиная с 2009 года был членом правления университета Турку.
До Национального архива Финляндии Нуортева был директором Финского Литературного общества Архивная копия от 6 сентября 2013 на Wayback Machine (Suomalaisen Kirjallisuuden Seura). Его отец - профессор Пекка Нуортева.

## Семья
- Отец — профессор Пекка Нуортева (Pekka Nuorteva)
- Жена — лектор Лийса Нуортева
- Трое детей.

## Награды
- Большой крест со звездой ордена Белой розы Финляндии (2017).
- Командорский Крест орден Льва Финляндии (2004)[4].
- Командор первого класса ордена Полярной звезды (Швеция, 2009).
- Орден Белой звезды 5-й степени (Эстония, 16 ноября 2001)[5].
- Кавалер ордена Почётного легиона (Франция, 2017).
- Большой крест 1-й степени ордена «За заслуги перед Федеративной Республикой Германия» (Германия, 2018).
- Кавалер ордена Исландского сокола (Исландия, 2018).
- Орден Восходящего солнца III степени (Япония, 2025)[6].
- Орден Дружбы (Россия, 4 июня 2014) — за большой вклад в укрепление дружбы и сотрудничества с Российской Федерацией, развитие экономических, научных и культурных связей[7].

## Публикации
- Suomalaiset muistokirjat ja muistokirjamerkinnät ennen isoavihaa. Helsinki.Suomen historiallinen seura.1983. ISBN 951-9254-48-X
- Nuorteva, Jussi & Tammi, Ari. Suomen ennen vuotta 1850 painetun kirjallisuuden kartoitus. Helsingin yliopiston kirkkohistorian laitoksen julkaisuja. Helsinki.Helsingin yliopisto.1987.ISBN 951-45-4185-5
- Vangit, vankilat, sota. Suomen vankeinhoitolaitos toisen maailmansodan aikana. Helsinki. Valtion painatuskeskus. 1987.ISBN 951-860-349-9
- Nuorteva, Jussi (toim.)Kirjan rantaviiva. Helsinki.Gaudeamus. 1988. ISBN 951-662-457-X
- Suomen vankeinhoidon matrikkeli 1881–1988. Helsinki. Valtion painatuskeskus. 1989. ISBN 951-861-362-1
- Nuorteva, Jussi (toim.) Biblia 350. Suomalainen Raamattu ja Suomen kulttuuri. Helsinki. Suomalaisen Kirjallisuuden Historia.1992. ISBN 951-717-698-8
- Nuorteva, Jussi & Raitio, Tuire (toim.) Ulkoasiainhallinnon matrikkeli 1918–1993.Osat I ja II. Helsinki. Ulkoasiainministeriö. 1993, 1996. ISBN 951-47-7985-1, ISBN 951-724-076-7
- Suomalaisten ulkomainen opinkäynti ennen Turun akatemian perustamista 1640. Väitöskirja. Helsinki. Suomen historiallinen seura, Suomen kirkkohistoriallinen seura.1997. ISBN 951-710-064-7
- Nuorteva, Jussi  & Jacobsson, Henry & Ovaska, Vesa-Matti (toim.) Pääjohtajakunta. Valtion virastojen ja laitosten johto muuttuvassa valtionhallinnossa 1917-2005. Helsinki. Suomalaisen Kirjallisuuden Seura.2005. ISBN 978-951-746-767-4
- Nuorteva, Jussi  & Strömberg, John & Forssell, Christina (toim.)Valtio palkitsee. Staten belönar. Helsinki.Suomalaisen Kirjallisuuden Seura. 2007. ISBN 978-951-746-964-7
- Turun korkeakoulujen kirjasto- ja tietopalveluiden kehittäminen. Helsinki.Opetusministeriö, koulutus- ja tiedepolitiikan osasto. 2008. ISBN 978-952-485-489-4
- Nuorteva, Jussi & Hakala, Pertti (toim.) Kotkien varjot. Suomi vuonna 1812. Örnarnas skuggor. Finland år 1812. Helsinki. Arkistolaitos. 2012. ISBN 978-951-53-3446-6